# Tranvías en Francia

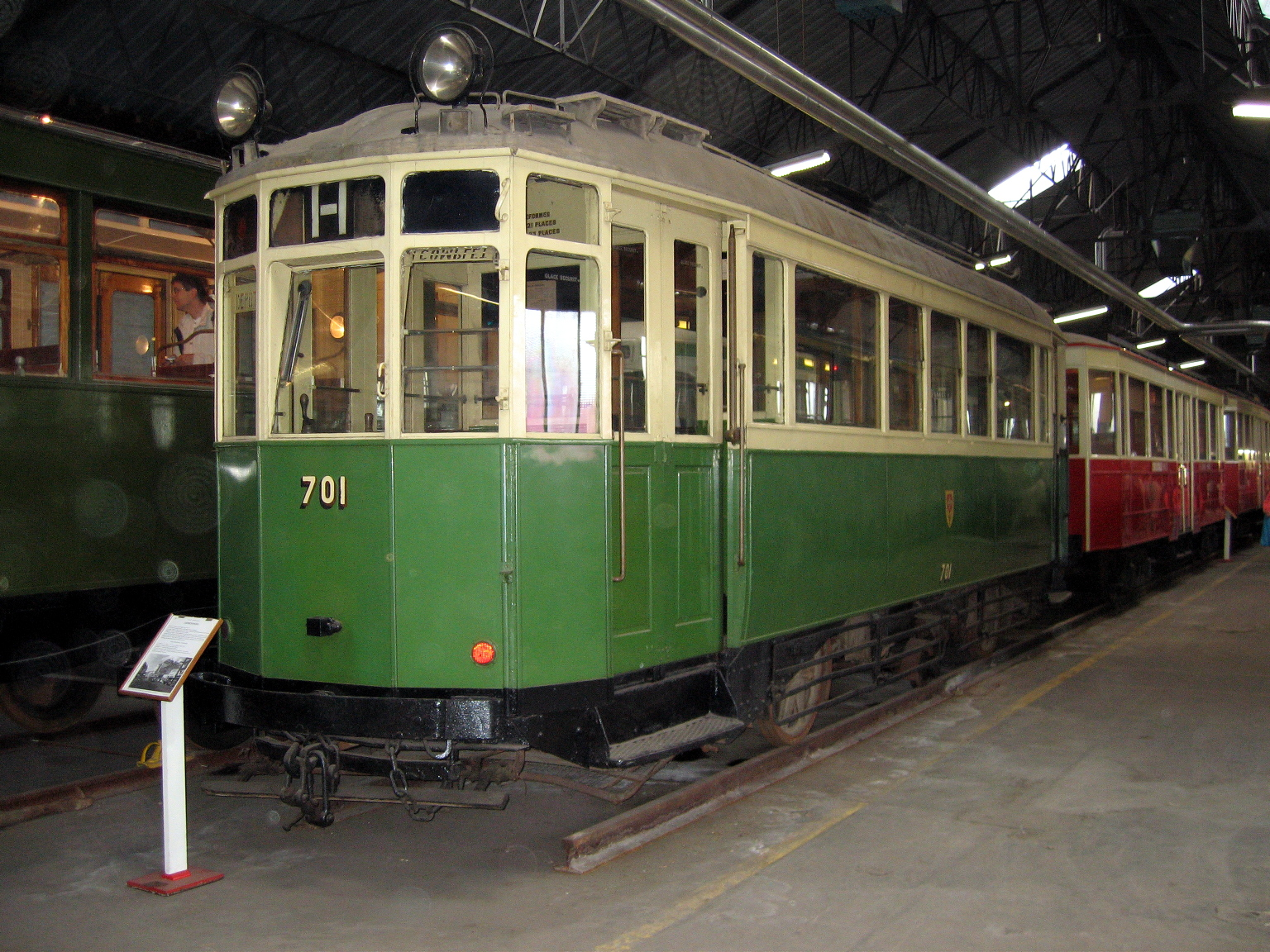
Tranvía viejo de Lille.

La historia de los tranvías en Francia data de 1837, fecha en la que entró en servicio la primera línea de tranvía francesa entre Montrond les Bains y Montbrison, en el departamento del Loira, con una longitud de 15 km. Desde entonces la presencia e importancia de este medio de transporte ha ido en aumento y los proyectos al respecto también son numerosos superando así el bache de los años 60 y 70. También cabe destacar los esfuerzos realizados en París en 1853 con una línea experimental con ocasión de la Exposición Universal de ese año, e igualmente para la Exposición Universal de 1867 con una nueva línea, todas ellas con tracción de sangre.
El primer tranvía eléctrico francés circuló en Clermont-Ferrand en 1890.

## Desaparición parcial y reaparición
Los tranvías desaparecen en los años 60 y 70 en muchas ciudades. En Francia se mantienen en Lille, Saint-Étienne y Marsella, aunque reducidos a una única línea. 
Tras la crisis del petróleo de 1973 y los problemas crecientes de congestión y contaminación urbanas, se desarrolla una nueva política en Francia respecto a los transportes públicos. Mientras que grandes ciudades como Marsella y Lyon se deciden por el metro, que se inaugura en 1973, el ministro Marcel Cavaillé lanza un concurso para la renovación del tranvía en 1975. El concurso trata de definir el modelo de tranvía normalizado francés del futuro, para ser implantado en ocho ciudades: Burdeos, Grenoble, Nancy, Niza, Ruan, Estrasburgo, Toulon y Toulouse. La industria francesa no hizo caso de esta convocatoria y entonces se encarga directamente a la empresa Alstom el estudio de la implantación. Ciertamente, tampoco las propias alcaldías son muy receptivas a la idea, todavía pensando en otras soluciones futuristas, que poco a poco abandonaron en favor del tranvía.

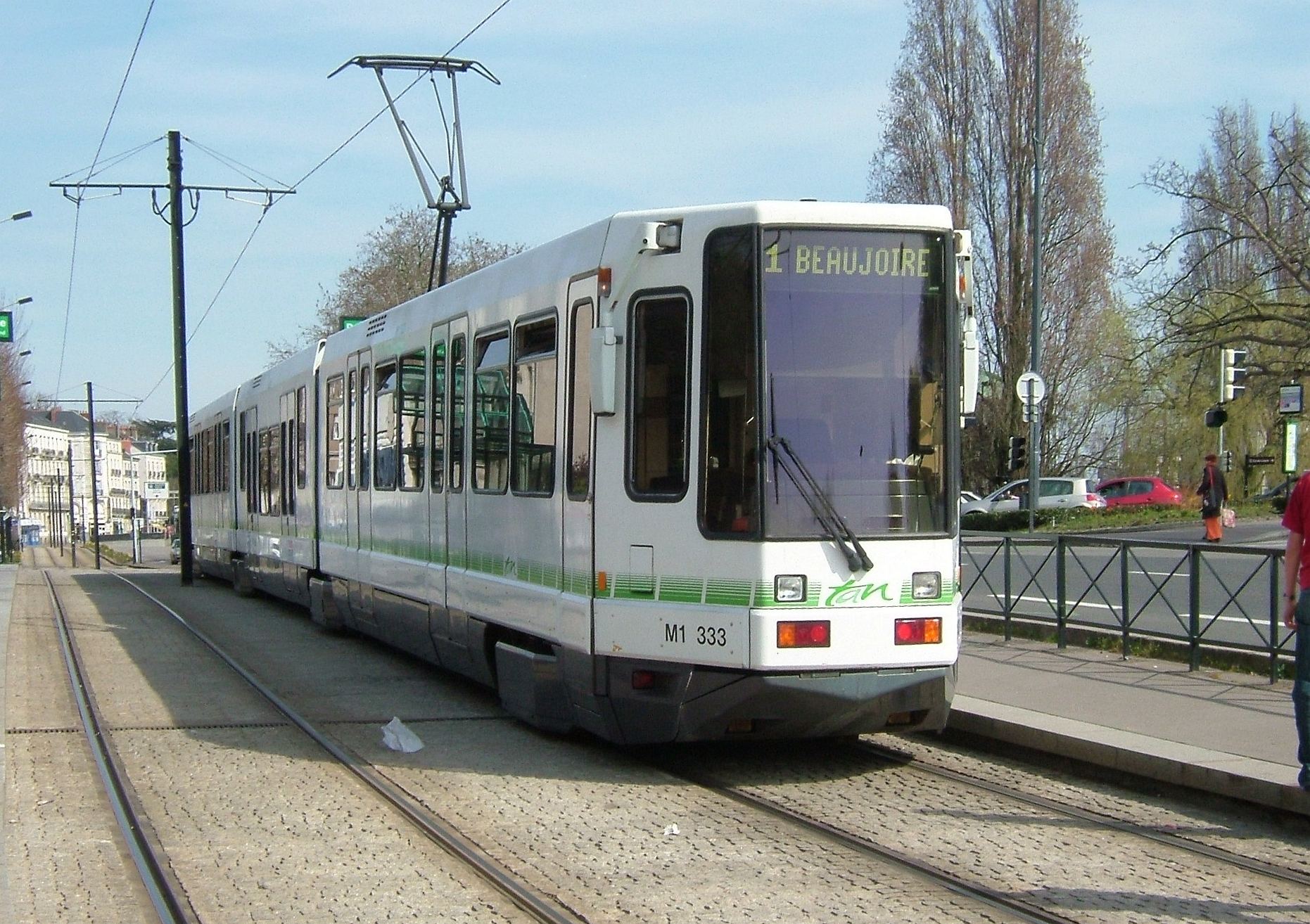
Tranvía de Nantes.

Nantes no formaba parte del grupo, pero se presenta como candidata y el proyecto se lleva a término, no sin problemas. Hizo falta vencer el escepticismo de la población. En cualquier caso Nantes fue la primera ciudad francesa en tener un tranvía moderno, en 1985, que se caracteriza por tener via propia, fuera de las vías de circulación normales y tomar la corriente por catenaria y pantógrafo.

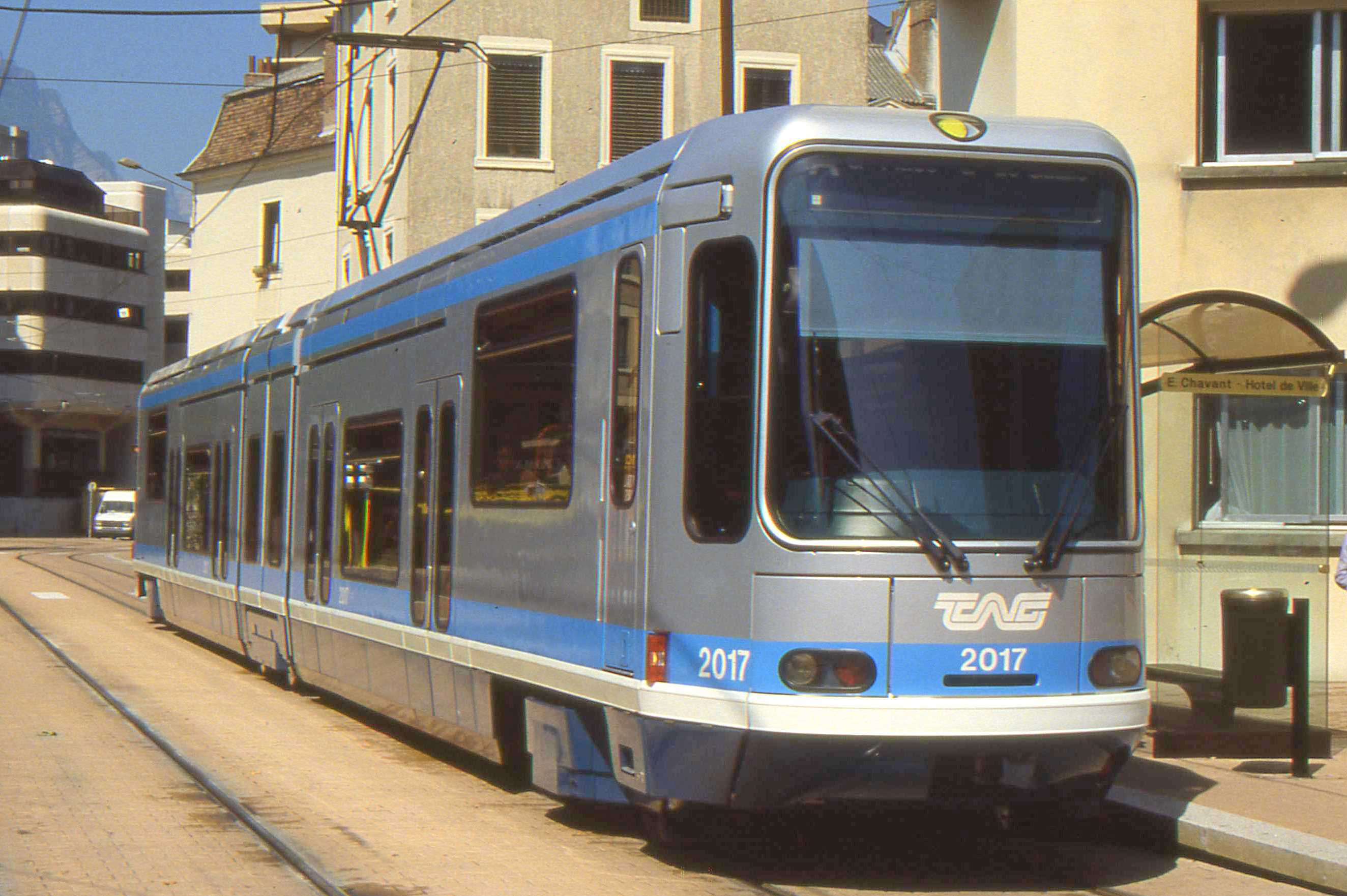
Tranvía de Grenoble, primer modelo.

El tranvía de Grenoble, inaugurado en 1988, aportará como innovación el piso bajo (a 35 cm del pavimento), facilitando el acceso a las personas con discapacidades. Este material rodante será el normalizado en Francia y será puesto en servicio también en Ruan en 1994 (denominado Metrobus) y más tarde en las líneas del extrarradio de París.
Estrasburgo, tras pasar bastante tiempo estudiando un Vehículo Automático Ligero (VAL), se convertirá en la primera ciudad francesa en estudiar conjuntamente los proyectos de recalificación urbana con la implantación del tranvía, poniendo en tela de juicio el lugar adjudicado al automóvil en las vías urbanas. Su tranvía, inaugurado en 1994, ofrece grandes ventanas para permitir ver la ciudad y circula por zonas plantadas de hierba, y se convertirá muy deprisa en emblemático de la renovación del tranvía en Francia y fuera de ella.
Estrasburgo fue la primera ciudad francesa en comprar material rodante no francés y el diseño elegido constituirá un referente para el proceso de reintroducción del tranvía en Francia, que no será desde entonces solamente un medio de transporte, sino también una herramienta al servicio de la urbanización de la ciudad.

A estas ciudades les seguirán pronto muchas otras, como Montpellier, ayudadas por una política estatal de ayuda a las inversiones en infraestructuras de transporte, que finalizó en 2003 y provocó muchas inauguraciones hacia los años 2000. Se puede citar el tranvía de Burdeos, que, tras abandonar un proyecto de VAL, fue inaugurado en 2003 tomando la corriente del sistema APS para prescindir de la catenaria en los barrios históricos.
Otras ciudades, como Nancy y Caen, deseosas de tener transportes de este tipo sin afrontar las inversiones en infraestructura fija, han preferido adoptar el trolebús guiado, también llamado tranvía sobre neumáticos.

### Proyectados
- Angers: puesta en servicio prevista para 2010.
- Brest: puesta en servicio prevista para 2012.
- Tranvía del Haut-Artois: puesta en servicio en 2013.
- Besançon: puesta en servicio prevista para 2014.
- Le Havre: puesta en servicio de las dos primeras líneas prevista para 2012. Construcción de un túnel.
- Dijon: puesta en servicio prevista para 2013.
- Tours: puesta en servicio prevista para 2013.
- Tranvía de la Île-de-France: puesta en servicio de varias líneas entre 2012 y 2020.
- Orleans: línea B, puesta en servicio prevista para 2011.
- Toulouse: línea E, puesta en servicio prevista para 2010.